# Artur Svensson
Artur Svensson   (Risinge church parish, 16 de gener de 1901 - Risinge church parish, 20 de gener de 1984) va ser un atleta suec que va competir durant la dècada de 1920.
El 1924 va prendre part en els Jocs Olímpics de París, on disputà dues proves del programa d'atletisme. Guanyà la medalla de plata en la prova dels 4x400 m relleus, formant equip amb Erik Byléhn, Gustaf Weijnarth i Nils Engdahl. En els 400 metres quedà eliminat en simifinals.
En el seu palmarès també destaquen dos campionats nacionals dels 800 metres, el 1924 i 1927.

## Millors marques
- 400 metres llisos. 49.1" (1924)[1]
- 800 metres llisos. 1' 53.5" (1925)[3]